# Louise Kjølsen
Louise Kjølsen (også kendt som Twerk Queen) er en dansk psykolog, danser og debattør.
Hun udgav i 2017, sammen med Ekaterina Andersen og Nikita Klæstrup, bogen Ludermanifestet.
Derudover har hun ofte gæstet dansk talkshows hvor hun fortæller om sine feministiske holdninger.

## Uddannelse
Louise Kjølsen læste psykologi på Københavns Universitet 2011-2017, hvor hun blev cand.psych.